# Fridlevstad
Fridlevstad (uttalas med betoningen på första stavelsen) är en tätort i Karlskrona kommun och kyrkby i Fridlevstads socken i Blekinge län, belägen cirka 5 km väster om Rödeby.
Fridlevstads kyrka ligger här.

## Kuriosa
Flertalet av gatunamnen i byn bär namn efter präster. Såsom Coldings väg, Hallbäcks väg, Gyllenskepps väg, Hovlunds väg, Bagers väg, Murbecks väg, Frodells väg, Flyborgs väg och  Joungs väg.

## Befolkningsutveckling
| Befolkningsutvecklingen i Fridlevstad 1970–2020 | Befolkningsutvecklingen i Fridlevstad 1970–2020 | Befolkningsutvecklingen i Fridlevstad 1970–2020 | Befolkningsutvecklingen i Fridlevstad 1970–2020 | Befolkningsutvecklingen i Fridlevstad 1970–2020 |
| ----------------------------------------------- | ----------------------------------------------- | ----------------------------------------------- | ----------------------------------------------- | ----------------------------------------------- |
|                                                 |                                                 |                                                 |                                                 |                                                 |
| År                                              |                                                 |                                                 | Folkmängd                                       | Areal (ha)                                      |
| 1970                                            | 1970                                            |                                                 | 455                                             |                                                 |
| 1975                                            | 1975                                            |                                                 | 847                                             |                                                 |
| 1980                                            | 1980                                            |                                                 | 874                                             |                                                 |
| 1990                                            | 1990                                            |                                                 | 775                                             | 95                                              |
| 1995                                            | 1995                                            |                                                 | 754                                             | 95                                              |
| 2000                                            | 2000                                            |                                                 | 709                                             | 95                                              |
| 2005                                            | 2005                                            |                                                 | 697                                             | 95                                              |
| 2010                                            | 2010                                            |                                                 | 713                                             | 93                                              |
| 2015                                            | 2015                                            |                                                 | 708                                             | 110                                             |
| 2020                                            | 2020                                            |                                                 | 685                                             | 110                                             |
| Anm.: Ny tätort 1970                            |                                                 |                                                 |                                                 |                                                 |